# José Antonio Delgado Villar
José Antonio Delgado Villar známý i jako Nono (* 30. března 1993, El Puerto de Santa María) je španělský fotbalový záložník a bývalý mládežnický reprezentant, od ledna 2022 hráč saúdskoarabského mužstva Damac FC. Mimo Španělsko působil na klubové úrovni v Německu, Maďarsku a na Slovensku. Může nastoupit na jakékoliv pozici ve středu zálohy.

## Klubová kariéra
Svoji fotbalovou kariéru začal v klubu Atlético Madrid, odkud v mládeži přestoupil ve svých patnácti letech do Betisu Sevilla. Před sezonou 2011/12 se propracoval do seniorské kategorie, kde nastupoval během celého svého působení za rezervu i "áčko" tehdy působící v nejvyšší La Lize. S Betisem na podzim 2013 představil v základní skupině I Evropské ligy UEFA 2013/14, ve které španělský celek postoupil přes týmy Olympique Lyon (Francie), HNK Rijeka (Chorvatsko) a Vitória SC (Portugalsko) do jarního play-off, v němž nejprve Sevilla i díky Nonově brance vyřadila po remíze 1:1 a výhře 2:0 ruské mužstvo FK Rubin Kazaň a následně vypadla ve čtvrtfinále po výhře 2:0 a prohře 0:3 po prodloužení s městským rivalem Sevilla FC. V "áčku" Betisu působil v letech 2011-2015, mezitím krátce hostoval v mužstvu SV Sandhausen z Německa. V létě 2015 přestoupil do klubu Elche CF, odkud po půl roce zamířil na hostování do celku UCAM Murcia CF z nižší španělské soutěže. V červenci 2016 jeho kroky směřovaly do Maďarska, kde během roku a půl pravidelně nastupoval za tým Diósgyőri VTK.

### ŠK Slovan Bratislava
V zimním přestupovém období sezony 2017/18 odešel z Diósgyőri na Slovensko, kde podepsal kontrakt na čtyři a půl roku se Slovanem Bratislava. Vybral si dres s číslem 13, jelikož v tento den se narodila jeho matka.

#### Sezóna 2017/18
Ligovou premiéru v dresu "belasých" absolvoval ve 21. kole hraném 24. 2. 2018 proti mužstvu MŠK Žilina, na hřiště přišel v 81. minutě místo Ibrahima Rabia. Slovan porazil svého soupeře v souboji o druhé místo tabulky vysoko 6:0. 1. května 2018 nastoupil za Slovan ve finále slovenského poháru hraného v Trnavě proti celku MFK Ružomberok, "belasí" porazili svého soupeře v poměru 3:1 a obhájili tak zisk této trofeje z předešlého ročníku 2016/17.

#### Sezóna 2018/19
S "belasými" postoupil přes moldavský klub FC Milsami Orhei (výhry 4:2 a 5:0) a tým Balzan FC z Malty (prohra 1:2 a výhra 3:1) do třetího předkola Evropské ligy UEFA 2018/19, v němž Slovan vypadl po výhře 2:1 a prohře 0:4 s rakouským celkem Rapid Vídeň. S "belasými" získal 14. 4. 2019 po výhře 3:0 nad mužstvem MŠK Žilina šest kol před koncem sezony mistrovský titul.

#### Sezóna 2019/20
V prvním předkole Ligy mistrů UEFA 2019/20 nehrál, Slovan vypadl s černohorským celkem FK Sutjeska Nikšić a byl přesunut do předkol Evropské ligy UEFA 2019/20, kde s "belasými" postoupil přes kosovský klub KF Feronikeli (výhry doma 2:1 a venku 2:0), tým Dundalk FC z Irska (výhry doma 1:0 a venku 3:1) a řecké mužstvo PAOK Soluň (výhra doma 1:0 a prohra venku 2:3) do skupinové fáze. Se Slovanem byl zařazen do základní skupiny K, kde v konfrontaci s kluby Beşiktaş JK (Turecko), SC Braga (Portugalsko) a Wolverhampton Wanderers FC (Anglie) skončil s "belasými" na třetím místě tabulky a do jarního play-off s nimi nepostoupil. V pohárové Evropě skóroval jednou, trefil se v prvním utkání s Feronikeli.
Svůj první ligový gól v sezoně vsítil 3. srpna 2019 v souboji s klubem FK Senica (výhra 3:0), když v páté minutě otevřel skóre utkání. Následně skóroval ve čtvrtém kole proti ViOnu Zlaté Moravce – Vráble a podílel se na vysokém vítězství 4:0 na domácí půdě. Potřetí v ročníku se trefil 28. 9. 2019 v desátém kole v souboji s týmem FC Nitra, prosadil se v 86. minutě a zvyšoval na konečných 5:0. Svoji čtvrtou branku v sezoně zaznamenal ve 26. kole proti Zemplínu Michalovce. Trefil se ve 40. minutě a podílel se na vysokém domácím vítězství 4:0. Se Slovanem obhájil titul z předešlé sezony 2018/19. S "belasými" ve stejném ročníku triumfoval i ve slovenském poháru a získal tak s mužstvem „double“.

#### Sezóna 2020/21
Za Slovan odehrál zápas druhého předkola Evropské ligy UEFA 2020/21 proti finskému klubu Kuopion Palloseura, se kterým po prohře 1:2 po penaltovém rozstřelu společně se svými spoluhráči ze soutěže vypadl. Poprvé v ročníku skóroval 12. září 2020 v derby se Spartakem Trnava, když ve 22. minutě zvyšoval ze standardní situace na konečných 2:0. Svůj druhý gól v sezoně dal v odvetném souboji s iClinicem Sereď (výhra 5:0) v 56. minutě, ve zmíněném zápase si připsal i dvě asistence na branky Vernona De Marca. Na jaře 2021 vybojoval se Slovanem již třetí ligový primát v řadě. Zároveň s týmem získal podruhé za sebou po výhře 2:1 po prodloužení nad celkem MŠK Žilina domácí pohár a mužstvu pomohl poprvé v jeho historii k obhájení doublu.

### Budapest Honvéd FC
Před ročníkem 2021/22 se po třech a půl letech vrátil do Maďarska a přestoupil za nespecifikovanou částku ze Slovanu do klubu Budapest Honvéd FC.

## Klubové statistiky
Aktuální k 19. červnu 2022
| Sezona    | Klub                   | Soutěž           | Zápasy | Góly |
| --------- | ---------------------- | ---------------- | ------ | ---- |
| 2011/2012 | Betis Sevilla          | Primera División | 2      | 0    |
| 2012/2013 | Betis Sevilla          | Primera División | 15     | 0    |
| 2013/2014 | Betis Sevilla          | Primera División | 22     | 0    |
| 2014/2015 | Betis Sevilla          | Segunda División | 4      | 0    |
| 2014/2015 | SV Sandhausen (host.)  | 2. Bundesliga    | 0      | 0    |
| 2015/2016 | Elche CF               | Segunda División | 9      | 0    |
| 2015/2016 | UCAM Murcia CF (host.) | Segunda B        | 16     | 1    |
| 2016/2017 | Diósgyőri VTK          | OTP Bank liga    | 23     | 1    |
| 2017/2018 | Diósgyőri VTK          | OTP Bank liga    | 17     | 2    |
| 2017/2018 | ŠK Slovan Bratislava   | Fortuna liga     | 10     | 0    |
| 2018/2019 | ŠK Slovan Bratislava   | Fortuna liga     | 14     | 0    |
| 2019/2020 | ŠK Slovan Bratislava   | Fortuna liga     | 21     | 4    |
| 2020/2021 | ŠK Slovan Bratislava   | Fortuna liga     | 26     | 2    |
| 2021/2022 | Budapest Honvéd FC     | OTP Bank liga    | 16     | 2    |
| 2021/2022 | Damac FC               | First Division   |        |      |

## Reprezentační kariéra
José Antonio Delgado Villar je bývalý mládežnický reprezentant Španělska, který nastupoval za výběry do 19 a 20 let. Se Španělskem U19 se v roce 2012 představil na Mistrovství Evropy hráčů do 19 let, na kterém španělští fotbalisté vybojovali zlaté medaile.